# 眞名子新
眞名子 新（まなこ あらた、1997年〈平成9年〉4月10日 - ）は、日本の男性シンガーソングライター。兵庫県神戸市出身。特技はサッカー、歯笛。
2016年から「神戸のあらた」として活動を開始。ルーツであるフォークやカントリー・ミュージックをベースに、ギターと声というシンプルなスタイルでのフォーキーな楽曲が魅力。癒されるような清廉さのある一方で、感情に訴えかけるような情感溢れる歌声と心に寄り添った歌が特徴的。
作詞は、ほとんどの楽曲を兄の眞名子 幹（まなこ もとき）が担当している。
2022年7月末に本名である「眞名子 新」に改名。

## 略歴
幼少期は親の影響で歌謡曲を聴いて育つ。その後、中学生の時に兄の影響でSUPER BUTTER DOGを聴き始め、ヴォーカル・ギターの永積タカシのソロ・プロジェクトであるハナレグミを聴くようになる。アコースティックなサウンドが多かった初期の清竜人、星野源といったギターと歌だけで構成された弾き語りの音楽を好んで聴いた。

## エピソード
⚫︎幼少期はピアノを学習し、19歳で初めてギターでカヴァーした曲は山崎まさよしの 「One more time, One more chance」。
⚫︎好きな食べ物は餃子、ラーメン、パスタ、寿司、コーヒー。苦手な食べ物はお酒、ピータン、ミックスベジタブルのグリーンピース。
⚫︎好きな色は緑。
⚫︎好きな動物は犬。

## ディスコグラフィー

### EP
・もしかして世間　（2023年）
・sea cucumber shows 2023.6東京編 (Live)　（2023年）
・カントリーサイドじゃ普通の事　（2024年）

### アルバム
- 野原では海の話を（2025年5月14日リリース予定）